# Деїва-Марина
Деїва-Марина (італ. Deiva Marina, ліг. Deiva) — муніципалітет в Італії, у регіоні Лігурія, провінція Спеція.
Деїва-Марина розташована на відстані близько 360 км на північний захід від Рима, 55 км на південний схід від Генуї, 28 км на північний захід від Спеції.
Населення — 1418 осіб (2014).

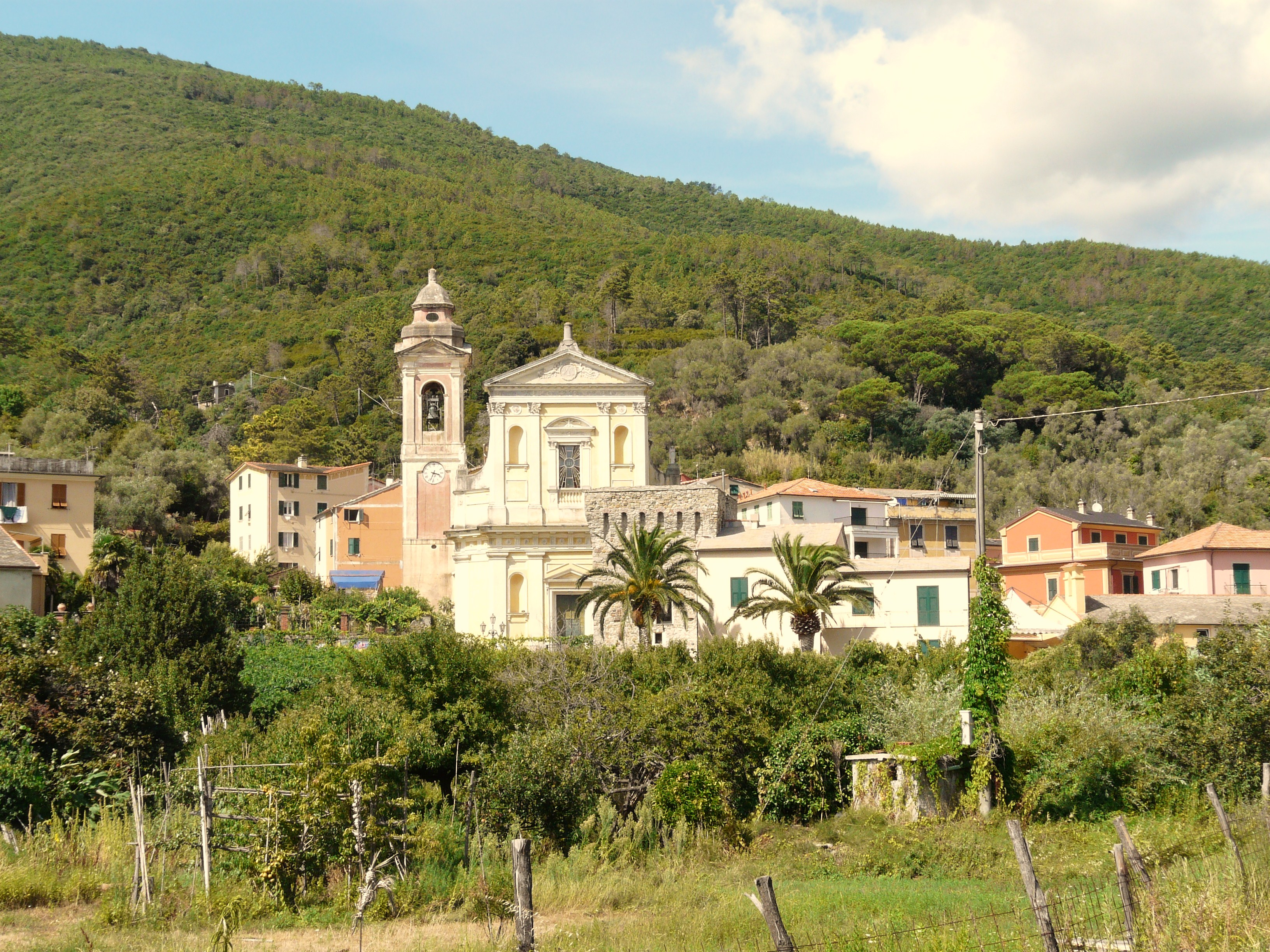

Щорічний фестиваль відбувається 17 січня. Покровителі — святий Антоній Великий.

## Демографія
Населення за роками:

Станом на 1 січня 2023 року в муніципалітеті офіційно проживало 113 іноземців з 19 країн, серед них 13 громадян країн Євросоюзу та 4 громадяни України.

## Сусідні муніципалітети
- Карро
- Карродано
- Кастільйоне-К'яварезе
- Фрамура
- Монелья